# Ніколає Белдічану
Ніколає Бельдичану (26 жовтня 1844 — 2 лютого 1896) — румунський поет та романіст.
Бельдичану перший написав про знахідки, знайдені поблизу села Кукутені (Ясський повіт). Він допоміг чотирьом іншим ученим в розкопках цього місця в 1885 році та опублікував статтю під назвою «Antichitățile de la Cucuteni» (Старожитності Кукутені) того ж року. Це була перша стаття про Трипільську культуру.